# Stephanus Zamosius
Stephanus Zamosius, latinizzazione di István Szamosközy (Cluj-Napoca, 1570 – Alba Iulia, 29 marzo 1612), è stato un umanista, storico e numismatico ungherese.

## Biografia
Proveniente da una famiglia calvinista, completò i suoi studi a Heidelberg e Padova. Nel 1593 fece ritorno in Ungheria e iniziò a lavorare a Alba Iulia per l'archivio di corte della Transilvania. Qui iniziò a raccogliere materiale e a scrivere la sua opera principale sulla storia dell'Ungheria.
Stefano Bocskai lo nominò storiografo di corte.

## Opere
- La sua storia d'Ungheria, rimasta incompleta, non fu mai pubblicata e parti di essa si sono disperse in molte copie manoscritte. Bethlen Farkas salvò le parti più cospicue nella sua storia della Transilvania. Modellò il proprio lavoro sull'esempio delle Rerum Ungaricarum decades di Antonio Bonfini. Szilagyi Sandor pubblicò i lavori di Szamosközy in quattro volumi (Szamosközy törteneti maradvanyai, Budapest, 1876-1880)
- A Padova pubblicò una raccolta di iscrizioni romane in Dacia
- È autore di un trattato numismatico
- Hebdomanes
- Pentates, su antikvarium.hu.
- Storia dell'anno 1594